# Karl Noltze
Karl Noltze (* 4. April 1944 in Emmerich) ist ein deutscher Politiker, Mitglied der CDU und von 2000 bis 2010 Präsident der Landesdirektion des Direktionsbezirks Chemnitz (Bezeichnung bis 31. Juli 2008: Regierungspräsident des Regierungsbezirks Chemnitz).

## Leben
Karl Noltze absolvierte ein Studium der Rechtswissenschaften in Köln. Anschließend machte ein Referendariat beim Landgericht Kleve. Er trat dann 1974 beim Regierungspräsidium Düsseldorf in den Staatsdienst ein. Bis 1987 war er Hauptdezernent für Ordnungs- und Staatshoheitsangelegenheiten.
Danach wechselte er zum Polizeipräsidium Duisburg. Dort war er sechs Jahre Vizepräsident. Seit 1978 setzte er sich als Arbeitsgemeinschaftsleiter für Rechtsreferendare und als Dozent an der Fachhochschule für öffentliche Verwaltung sowie an der Fortbildungsakademie des Landes Nordrhein-Westfalen für die Nachwuchsausbildung ein.
Seit 1993 ist Karl Noltze im Dienst des Freistaates Sachsen. Er war bis 1994 Abteilungsleiter für Inneres und Kommunales. Anschließend war er bis zum 22. Mai 2000 als Regierungsvizepräsident am Regierungspräsidium Leipzig.
Am 5. Juni 2000 wurde er zum Regierungspräsident des Regierungsbezirks Chemnitz berufen. Zudem ist er Präsident der Initiative Südwestsachsen e. V., Mitglied im Kuratorium des Industrievereins Sachsen 1828 e. V. und der Leipziger Juristischen Gesellschaft e. V. sowie Vorsitzender der Deutsch-Amerikanischen Gesellschaft Chemnitz im Freistaat Sachsen e. V. Nach der Umwandlung der Regierungsbezirke in Direktionsbezirke war er seit dem 1. August 2008 der Präsident der Landesdirektion Chemnitz. Am 30. April 2010 wurde er von dem sächsischen Innenminister Markus Ulbig in den Ruhestand verabschiedet.
Karl Noltze ist verheiratet und hat zwei Kinder.

## Ehrungen
Am 19. August 2010 wurde ihm von Ministerpräsident Stanislaw Tillich der Sächsische Verdienstorden verliehen.

## Zitate
„Das ganze Alte herumstehen zu lassen, kostet Geld, das die öffentliche Hand nicht hat.“
„Wenn wir jede alte Spinnerei erhalten wollten, würden wir alle zu Spinnern.“